# Гасанов, Гормет Нохбала оглы
Гормет Нохбала оглы Гасанов (азерб. Hörmət Nuhbala oğlu Həsənov; род. 1936, Кубинский район) — советский азербайджанский садовод, лауреат Государственной премии СССР (1985).

## Биография
Родился в 1936 году в Кубинском районе Азербайджанской ССР.
Трудовую деятельность начал в 1959 году, с 1960 года — рабочий, с 1961 года — бригадир подрядной бригады совхоза имени 50-летия СССР Кубинского района Азербайджанской ССР.
Гасанов проявил себя на работе опытным и умелым садоводом, получающим высокие урожаи. Совхоз имени 50-летия СССР являлся крупнейшим садоводческим хозяйством Азербайджанской ССР, а в нем передовой была бригада подрядчиков под руководством Гормета Гасанова. Бригада регулярно получала высокие урожаи, независимо от погодных условий, а фрукты, полученные коллективом, отличались своим сладким вкусом и особенным ароматом. Секрет получения высоких урожаев заключался в тщательном ухаживании за деревьями, в постоянной слежке за ними. Гасанов способствовал получению рабочим бригады среднего технического и высшего образования. По итогам десятой пятилетки урожайность в бригаде достигла отметки 200 центнеров с гектара, а в 1985 году, последнем году одиннадцатой пятилетки урожайность достигла 250 центнеров с гектара. 
Постановлением ЦК КПСС и Совета Министров СССР от 7 ноября 1985 года, за большой личный вклад в увеличение производства и повышение качества переработки с/х продукции Гасанову Гормету Нохбала оглы присуждена Государственная премия СССР.
Активно участвовал в общественной жизни Азербайджана. Член КПСС с 1966 года. Депутат Верховного Совета Азербайджанской ССР 9-го созыва.